# Maghar
Maghar is een nagar panchayat (plaats) in het district Sant Kabir Nagar van de Indiase staat Uttar Pradesh. 

## Demografie
Volgens de Indiase volkstelling van 2001 wonen er 15.834 mensen in Maghar, waarvan 52% mannelijk en 48% vrouwelijk is. De plaats heeft een alfabetiseringsgraad van 55%. 